# Simaetha atypica
Simaetha atypica är en spindelart som beskrevs av Zabka 1994. Simaetha atypica ingår i släktet Simaetha och familjen hoppspindlar. Inga underarter finns listade i Catalogue of Life.